# Jennifer Jason Leigh
Jennifer Jason Leigh, geboren als Jennifer Lee Morrow (Hollywood, 5 februari 1962) is een Amerikaans actrice, producente, regisseuse en scriptschrijfster. Ze werd in 1995 genomineerd voor een Golden Globe voor haar rol in Mrs. Parker and the Vicious Circle. Meer dan vijftien andere acteerprijzen werden haar daadwerkelijk toegekend.

## Biografie
Leigh volgde als tiener acteerles bij Lee Strasberg, en speelde kleine rollen in televisieseries als Baretta en The Waltons. Een meer opvallende rol speelde ze als anorexia nervosapatiënte in The Best Little Girl in the World, een rol waarvoor ze onder medische begeleiding afviel tot ze 38 kg woog. In 1980 debuteerde ze in de film Eyes of a Stranger als een blind en doofstom slachtoffer van verkrachting. De film Fast Times at Ridgemont High bleek voor zowel Leigh als ook een aantal van haar medespelers, onder wie Sean Penn, Nicolas Cage, Judge Reinhold, Forest Whitaker, Eric Stoltz, Anthony Edwards en Phoebe Cates de springplank naar het grotere succes.
Leigh kan een ogenschijnlijk onschuldig meisje uitbeelden en tegelijkertijd gevaarlijk en pervers zijn.
Dit type liet zij voor het eerst zien in een film als Flesh & Blood. In The Hitcher speelde zij een barmeisje dat op sadistische wijze wordt vermoord. In 1990 speelde zij hoofdrollen als prostituee in twee verschillende films: in Last Exit to Brooklyn als de keiharde hoer Tralala, en in Miami Blues als studente/prostituee wier dromen op een burgerlijk leventje door sociopaat Alec Baldwin in scherven worden geslagen. Dat jaar werd zij gekozen als Best Supporting Actress door de filmcritici in New York en Boston. 
In 1992 speelde ze de rol van Hedy in Single White Female, waarin ze als de psychopathische kamergenoot van Bridget Fonda langzaam maar zeker diens leven en identiteit overneemt. Voor haar rol als Dorothy Parker in Mrs. Parker and the Vicious Circle (1994) ontving ze opnieuw een aantal filmprijzen, waaronder een nominatie voor een Golden Globe en de prijs voor Best Actress van de National Society of Film Critics, de Chicago Film Critics Association en de Fort Lauderdale Film Critics.
In de jaren daarna speelde Leigh voornamelijk kleinere rollen; de vrouw van een huurmoordenaar in Road to Perdition (2002) en een hoer met medeleven in The Machinist (2004). In 2005 won ze opnieuw een Golden Globe voor haar rol in Childstar.
Op toneel speelde ze tussen augustus 1998 en februari 1999 de rol van Sally Bowles in de Broadway-musical Cabaret en verder speelde ze in Proof (2001), The Glass Menagerie, Man of Destiny, The Shadow Box, Picnic, Sunshine en Abigail's Party.

### Privé
Leigh is een dochter van acteur Vic Morrow. Ze heeft een zus en een halfzus. Leigh was van 2005 tot 2013 gehuwd met scriptschrijver en regisseur Noah Baumbach.